# Campaña cadusiana de Artajerjes II
La campaña cadusiana fue una campaña militar del rey Artajerjes II de Persia en el año 385 a. C. contra los cadusios, un conjunto de tribus que habitaban en los montes entre Media y el mar Caspio. 
Los cadusios vivían en parte de la zona montañosa de Media Atropatene en la costa sur-occidental del mar Caspio, entre los paralelos de 39° y 37° de latitud norte, en una región llamada Cadusia por sus habitantes. Es probable que limitaran, al norte, con el río Ciro (hoy Kurá, en Azerbaiyán, en la zona llamada históricamente como Arran o la Albania caucásica), y al sur con el río Mardus (actual río Sefid), y se corresponde con las modernas provincias iraníes de Gilán y Ardabil. Estrabón  los describe como una tribu guerrera de montañeses, que luchaban principalmente a pie y eran muy hábiles en el uso de la lanza corta o jabalina. 
La campaña resultó en victoria para los aqueménidas. Se firmó la paz sin la necesidad de alguna gran batalla. La paz fue firmada apresuradamente por los aqueménidas, ya que tenían escases de suministros.  

## Causas
Los orígenes de la campaña no están atestiguados en fuentes históricas, pero probablemente fue en respuesta a una revuelta de los cadusios y su negativa a pagar tributo.El origen de esta revuelta es incierta, y su fecha tampoco es conocida. Es probable que la revuelta haya ocurrido después del 401 a. C., fecha cuando los caducios lucharon del lado de los aqueménidas bajo el mando de un tal Artagerses en la batalla de Cunaxa en 401 a. C.
Artajerjes decidió iniciar la campaña en el 385 a. C. porque ya había firmado la paz de Antálcidas. Esta paz había sido firmada en el 387 a. C., y aceptada por Esparta y Atenas en el 376 a. C. Con esta ponía fin a la guerra de Corinto. En esta guerra, Tebas, Atenas, Corinto y Argos, apoyados financieramente por el Imperio Aquemenida; se enfrentaban contra Esparta. Atenas se estaba fortaleciendo a raíz de la guerra. Para evitar que las ambiciones atenienses se extiendan por Asia Menor, Artajerjes II buscó la paz.

## Campaña
Artajerjes II penetró en el territorio de los Cadausios con una fuerza expedicionaria de 300.000 soldados de infantería y 10.000 de caballería (Según cuenta Plutarco).Entre los oficiales que le acompañaban estaban Tiribazo y Datames. Como el terreno montañoso de Caducia procuce poco alimento, las tropas empezaron a tener hambre. Las pocas peras, manzanas y otros árboles frutales que se encontraban eran insuficientes para alimentar a la fuerza expedicionaria. A tal nivel llegó el hambre que el ejército comió, en primer lugar, a sus propias bestias de carga y luego a sus propias monturas de caballería, que estaban hechas de cuero.
En esta situación se encontraban cuando Tiribazo planeó solucionar el conflicto por medio de la diplomacia. Sabía que los cadusios tenían conflictos internos, y se hallaban divididos entre dos jefes que eran rivales entre sí. Envió a su hijo a negociar con un jefe cadusio, mientras el negociaba con el otro.
Tanto Tiribazo como su hijo convencieron a los jefes cadusios de que el otro había enviado enviados al rey persa que buscaba la paz. Ambos jefes sospechaban que, el jefe que firmé la paz con el rey persa tendría el apoyo de este, y le daría la capacidad de derrotar al otro. Así fue como ambos jefes decidieron someterse a Artajerjes II.  Una vez concluidas las negociaciones y firmada la paz, el ejército se retiró, poniendo fin a la campaña.

## Consecuencias
Esta campaña no fue la última que los persas harían contra los cadusios. En el año 350 a. C., durante el reinado de Artajerjes III ( r. 358–338 a. C.), se realizó otra expedición. 
Con la frontera norte estabilizada, Artajerjes II empezó a prepararse para la segunda conquista de Egipto. En 377 a. C., Artajerjes II asignó a Farnabazo comandar una expedición militar al Egipto, que se había independizado de los Persas el 404 a. C. (En el área del delta. El alto Egipto fue independizado en el 401 a. C. Ambos independizados por Amirteo). Después de 4 años de preparativos, la expedición se llevó a cabo el 377 a. C. La expedición contra el faraón Nectanebo I terminó en fracaso.